# Psychotria microthyrsa
Psychotria microthyrsa är en måreväxtart som beskrevs av Ernest Marie Antoine Petit. Psychotria microthyrsa ingår i släktet Psychotria och familjen måreväxter. Inga underarter finns listade i Catalogue of Life.